# Rotunda św. Gotarda w Strzelinie
Kościół św. Gotarda – średniowiecznego pochodzenia kościół w Strzelinie, którego najstarszą częścią jest romańska rotunda. Z tego powodu nazywany często "rotundą św. Gotarda".
Murowana z kamienia rotunda powstała prawdopodobnie w pierwszej połowie XIII w., choć bywa datowana także na drugą połowę stulecia poprzedniego. Prezentowała typ niewielkiego kościoła na planie centralnym, którego pochodzenie wiąże się z Czechami i Morawami. Na Śląsku ma jeszcze dwie zachowane analogie: w Cieszynie i w Stroni koło Oleśnicy, poza tym na ziemiach polskich podobne rotundy powstały w Strzelnie na Kujawach i Grzegorzewicach na Kielecczyźnie.
Podczas przebudowy w XIV w. w miejsce dawnego, półkolistego prezbiterium zbudowano prostokątną, również kamienną nawę, nakrytą dwuprzęsłowym sklepieniem i dwuspadowym dachem. W XV w. do istniejącej nawy dobudowano bliźniaczą nawę południową. Samą rotundę nadbudowano później murowanym, ośmiobocznym piętrem i zamieniono na dzwonnicę. Dokonane w ciągu wieków przebudowy zatarły jego pierwotny kształt do tego stopnia, że niektórzy dawni badacze sądzili, iż kolista wieża jest pozostałością baszty obronnej.
Przez wiele wieków strzeliński kościółek służył Polakom z tutejszej polskiej wyspy językowej. Do XIX w. określano go jako Polnische Kirche. Od 1574 r. służył luteranom. W 1698 r. odzyskali go katolicy, jednak w 1709 r. ponownie przeszedł w ręce protestantów. Po II wojnie światowej przez długi czas nie używany, w 1992 r. został przejęty przez strzelińską parafię Podwyższenia Krzyża Świętego.